# Скрипник, Александр Николаевич
Александр Николаевич Скрипник (7 ноября 1958, Одесса, Украинская ССР) — советский футболист, защитник, украинский тренер.

## Биография
Воспитанник СДЮШОР «Черноморец», первый тренер Александр Дмитриевич Руга. С 1975 — в составе «Черноморца». В высшей лиге дебютировал 1 октября 1978 года в гостевом матче против московского «Спартака» (1:1). За девять сезонов сыграл 160 матчей. Играл в первой лиге за «Колос» Никополь (1987) и «Ротор» Волгоград (1988) и во второй — за «Кристалл» Херсон (1989).
Окончил Одесский политехнический институт, Одесский педагогический институт.
В 1989—1991 — тренер СДЮШОР «Черноморец». Тренер (1992) и главный тренер (1993 — июнь 1995) «Черноморца-2». Тренер (1990—1991, июль 2000 — сентябрь 2001, февраль 2003 — июнь 2007, 2007, с июля) и главный тренер (сентябрь 2001 — октябрь 2002) «Черноморца». Тренер (июль 1996 — июнь 1999) и главный тренер (июль 1999 — июнь 2000) «Зимбру» Кишинёв, Молдавия. Тренер «Металлурга» Донецк (октябрь 2002 — январь 2003), тренер «Луча-Энергии» Владивосток, Россия (октябрь — декабрь 2008), «Таврии» Симферополь (июнь 2011 — июнь 2012).
Во всех клубах работал в штабе Семёна Альтмана.
Трехкратный чемпион Молдавии, обладатель кубка Молдавии. Заслуженный тренер Молдавии.